# 鈴木陽介
鈴木 陽介（すずき ようすけ、1983年7月9日 - ）は、日本の政治家。千葉県四街道市長（1期）。元千葉県議会議員（2期）。元四街道市議会議員（1期）。

## 来歴
千葉県四街道市生まれ。四街道市立四街道小学校、同和良比小学校、千葉大学教育学部附属中学校、市川高等学校を経て、慶應義塾大学法学部政治学科卒。千葉銀行に就職後、国会議員秘書となり、2012年の四街道市議会議員選挙に民主党から立候補しトップ当選する。四街道市議を1期務め、2015年の千葉県議会議員選挙に民主党公認で立候補し当選する。2019年に再選。千葉県議を2期務め、2022年の四街道市長選挙に立候補し、現職の佐渡斉を破って当選した。